# 國民大會 (電視節目)
《國民大會》（于美人時代美語名稱：Belle Show）是TVBS頻道播出的談話節目，於2007年12月10日開播。

## 節目內容
將針對熱點時事話題，以全新的視野、不同的角度，更犀利、更不設限、更深入問題核心，挖掘背後的故事，增加觀眾辨識力。

## 歷史
- 2007年12月10日，《國民大會》開播，由于美人擔任主持人
- 2012年2月2日，《國民大會》播出最後一集
- 2016年6月6日，《國民大會》重新復播，並由首任主持人于美人回鍋主持
- 2019年6月10日，于美人因私人因素請辭[1]，改由陳鳳馨主持
- 2019年9月23日，《國民大會》改版，節目並更名為《國民大會：2020大白話》，並改由林宏宜、錢怡君主持，而節目也改為LIVE播出
- 2019年12月2日，節目改由陳鳳馨主持，並將節目名稱再次改回《國民大會》
- 2020年4月6日，節目改由謝曜州主持
- 2022年11月4〜10日謝曜州休假，2022年11月11日回到國民大會主持工作，並無撤換主持人一事。

## 歷任主持人
- 第一任：于美人（2007年12月10日－2010年9月7日）
- 第二任：林青蓉（2010年9月8日－2011年7月29日）[2]
- 第三任：張珮珊（2011年8月1日－2012年2月2日）[3]
- 第四任：于美人（2016年6月6日－2019年6月6日）[4]
- 第五任：陳鳳馨（2019年6月10日－2019年9月20日）[5]
- 第六任：林宏宜、錢怡君（2019年9月23日－2019年11月29日）[6]
- 第七任：陳鳳馨（2019年12月2日－2020年4月3日）[7]
- 第八任：謝曜州（2020年4月6日－至今）

## 代班主持人
王淺秋

## 節目相關爭議
臺北市一名徐姓飼主分別在2025年03月6日、17日上午開車載著比特犬外出，但該比特犬卻2度跳出車窗咬傷路人；北市動保處卻在發生2次事故之後，才針對飼主開罰、並沒入犬隻。對此，時任節目主持人"州長"謝曜州於2025年03月18日在中國國民黨時任臺北市議員楊植斗的臉書留言表示，「台北市議會綠友友的議員？這樣沒幾為ㄋㄟ」、「綠友友卻不是綠的，不就是...苗？」意指同區市議員苗博雅就是為比特犬飼主關說的議員。

對此苗博雅在德國開直播拆穿楊植斗3大的謊言並回應為何當下沒有接謝曜州的電話：一，楊植斗認識飼主、二，楊植斗找動保處跟飼主開會、三，楊植斗派助理盯場。苗博雅指出，如果楊植斗希望重罰飼主，應直接質詢要求重罰，而不會單方面找飼主跟動保處開會，甚至派助理去盯場，已經超過民代服務的範疇「如果這不是關說，什麼才是關說？」，不但不加以反省，甚至還和謝曜州在留言區一搭一唱寫科幻小說，怒批兩人「沒證據瞎點名苗博雅」，並重申，「任何瞎抹黑亂咬的人，請具體提出：苗博雅什麼時候、用什麼方式跟動保處關說過恐怖比特犬咬人案？」

## 製作團隊
2022年3月7日更新
- 監製：王偉芳
- 編審：何璦臻
- 製作人：蔡琬婷
- 執行製作人：郭齊
- 執行企劃：孫芳柔、許詠翔、陳盈秀
- 執行製作：陳映文、周瑋浩
- 空間設計：黃健豪、洪如芬
- 視覺設計：吳進偉、蔡燦恩、陳章宏、劉宥筠
- 美術道具：謝廷忠、劉葦蓁
- 佈景裝置：吳欽發、周清禮、謝世傑、連友銘
- 音樂設計：魏維成
- 視訊：潘致緯
- 燈光：吳泰煜
- 攝影：姜文斌、陳政勳、沈志龍
- 成音：葉國源
- 電腦字幕：陳禹銜
- 助理導播：司艾潔
- 導播：穆光中
- 梳化：亞萱造型學苑、Candy
- 製作著作公司：聯利媒體股份有限公司

## 外部連結
- 國民大會（页面存档备份，存于）
- TVBS國民大會的Facebook專頁
- YouTube上的TVBS國民大會頻道

## 節目的變遷
| 臺灣 TVBS頻道 每週一至週五 18:00 - 19:00                    | 臺灣 TVBS頻道 每週一至週五 18:00 - 19:00               | 臺灣 TVBS頻道 每週一至週五 18:00 - 19:00            |
| ----------------------------------------------------------- | ------------------------------------------------------ | --------------------------------------------------- |
|                                                             | TVBS國民大會 （2007年12月10日－2012年2月2日）          |                                                     |
| TVBS新聞晚餐                                                | TVBS哈新聞                                             |                                                     |
| 每週一至週五 20:00 - 21:00                                  |                                                        |                                                     |
| Focus全球新聞 （20:00 - 20:30）少康戰情室 （20:30 - 21:00） | TVBS國民大會 （2016年6月6日－2018年3月30日）           | 少康戰情室 （20:00 - 22:00） （2018年4月2日－至今） |
| 每週一至週五 23:00 - 24:00                                  |                                                        |                                                     |
| 小燕有約（重播） （2017年3月6日－2018年3月30日）            | TVBS國民大會 （2018年4月2日－2019年5月3日）            | —                                                   |
| 每週一至週五 18:00 - 19:00                                  |                                                        |                                                     |
| —                                                           | TVBS國民大會 （2019年5月6日－2019年9月20日）           | —                                                   |
| 每週一至週五 18:00 - 19:00                                  |                                                        |                                                     |
| —                                                           | 國民大會：2020大白話 （2019年9月23日－2019年11月29日） | —                                                   |
| 每週一至週五 18:00 - 19:00                                  |                                                        |                                                     |
| —                                                           | 國民大會 （2019年12月2日－）                           | —                                                   |
| 每週六 14:00 - 19:00                                        |                                                        |                                                     |
| —                                                           | 國民大會 (特報) （2021年5月15日－2021年7月10日）       | 新聞大白話(特報) （2021年7月17日－至今）            |